# Jódar
Jódar település Spanyolországban, Jaén tartományban. Jódar Baeza, Úbeda, Cabra del Santo Cristo, Huelma, Bélmez de la Moraleda és Bedmar y Garcíez községekkel határos. Lakosainak száma 11 366 fő (2024).

## Népesség
A település népessége az elmúlt években az alábbi módon változott:
| Lakosok száma | 11 979 | 12 135 | 12 168 | 12 157 | 12 117 | 12 082 | 11 901 | 11 667 | 11 533 | 11 366 |
|               | 2001   | 2004   | 2007   | 2009   | 2012   | 2014   | 2017   | 2019   | 2022   | 2024   |